# Les Moujiks
Les moujiks est une nouvelle d’Anton Tchekhov (en russe : Moujiki), en français : Les paysans).

## Historique
Les moujiks est initialement publiée dans la revue russe La Pensée russe. Cette nouvelle très sombre décrit la vie misérable des paysans russes de la fin du XIXe siècle. Ivrognerie, violence familiale, illettrisme : aucune lueur d’espoir. La nouvelle a été censurée à sa sortie, tout particulièrement le neuvième chapitre sur la religion et les pages sur le comportement déviant des moujiks.

## Résumé
Nicolaï Tchikildéïev, valet de chambre à Moscou, rentre à Joukovo, son village natal, avec Olga sa femme et Alexandra sa fille. Il a une maladie incurable et n’a plus les moyens de vivre en ville. Il espère trouver refuge chez ses parents.
Il découvre effaré la misère de l’isba parentale, la promiscuité, l’ivrognerie de son père et de Kirill son frère, la violence de Kirill frappant régulièrement Maria sa femme, la passivité de cette dernière, qui accepte son sort.
Quand l’isba des voisins brûle, les paysans regardent l’incendie sans rien entreprendre. Les femmes font des aller-retour à la rivière. C’est un étudiant de passage qui sauvera la maison.
La haine de Fiokla contre Nicolaï est profonde. Fiokla n’a connu que la misère, elle se vautre dedans et se moque des Moscovites. Les regrets des grands-parents du temps du servage s'expriment en plaintes, mais Maria les contredit par cette réflexion : « Non, la liberté, c’est mieux ». 
Un jour, grand événement avec la venue du percepteur et la saisie de leur samovar : leur seul meuble de valeur. 
Personne ne croit en Dieu. La seule habitude chrétienne qui subsiste, c'est le jeûne de Pâques, mais ce n'est pas un choix, car le jeûne arrive à la fin de l'hiver quand on n'a plus rien à manger.
Quand Nicolaï meurt, sa femme Olga et sa fille repartent pour Moscou, laissant seule la pauvre Maria.

## Extraits
- Fiokla à Nicolaï : « Alors, t’as pas fini de crever, là-haut sur ton poêle, propre à rien. Le diable avait bien besoin de vous amener ici, pique-assiette ! »
- Le Viel Ossip : « Du temps du servage, c’était mieux, on travaillait, on mangeait, on dormait, chaque chose à son heure. À dîner, on avait de la soupe aux choux à volonté. On était plus sévère en tout. Et chacun se tenait. »
- « Quant à Maria, loin de craindre la mort, elle regrettait qu’elle tarde tant à venir et était heureuse quand elle perdait un enfant (Sur treize, elle en perd sept). »

## Personnages
- Nicolaï Tchikildéïev, valet de chambre à Moscou depuis l’âge de onze, il retourne chez ses parents à cause de sa maladie.
- Olga, femme de Nicolaï
- Alexandra (Sacha), fille d’Olga et Nicolaï
- Ossip, le père de Nicolaï.
- Maria, belle-sœur de Nicolaï, femme de Kirill, a six enfants.
- Kirill, frère de Nicolaï
- Fiokla, belle-sœur de Nicolaï, femme de Denis, a deux enfants
- Denis, frère de Nicolaï, non présent

## Édition française
- Les Moujiks, traduit par Édouard Parayre, révision de Lily Dennis, Bibliothèque de la Pléiade, éditions Gallimard, 1971  (ISBN 2 07 0106 28 4).
- Première publication sous le titre "Paysans", avec Un meurtre. Traduction de Claire Ducreux, Revue Blanche, 1902 (3,50 F). Compte rendu dans l'Illustration du 4 octobre 1902.